# Na Linha do Tempo
"Na Linha do Tempo" é uma canção da dupla sertaneja brasileira Victor & Leo, presente no sexto álbum de estúdio da dupla, Viva Por Mim (2013). Foi lançada em 2 de setembro de 2013 nas rádios e no iTunes em formato de download digital.

## Composição
"Na Linha do Tempo" é uma balada de R&B e fala sobre o poder do amor. A canção foi escrita por Marcelo Martins e Sérgio Porto, os mesmos compositores do single "Lágrimas", de 2011.

## Desempenho comercial
A canção se tornou um grande sucesso nas rádios de todo o Brasil, conseguindo um recorde de 10 semanas no topo das paradas, segundo a Crowley. Na parada da Billboard Brasil, a canção alcançou o pico de número #1 no Top 100. Um videoclipe para a canção foi gravado em Uberlândia, no Triângulo Mineiro, sendo lançado também no dia 2 de setembro.

## Videoclipe
O videoclipe explora cenários bucólicos da vida no campo, contando uma história de um primeiro amor.

## Paradas
| Paradas musicais (2013)                   | Melhores posições |
| ----------------------------------------- | ----------------- |
| Brasil - Billboard Brasil Hot 100 Airplay | 1                 |